# Bătălia de la Appomattox
Bătălia de la Appomattox (9 aprilie 1865) a fost ultima luptă la care a participat generalul confederat Robert E. Lee cu Armata Virginiei de Nord înainte de capitularea în fața armatelor uniunii conduse de generalul Ulysses S. Grant spre sfârșitul războiului civil american.